# Ville de Rockdale
Pour les articles homonymes, voir Rockdale.
La ville de Rockdale (en anglais : City of Rockdale) est une ancienne zone d'administration locale qui était située dans l'agglomération de Sydney, dans l'État de Nouvelle-Galles du Sud, en Australie. Elle a existé de 1871 à 2016, date à laquelle elle a été réunie au conseil de Bayside.

## Géographie
La ville s'étendait sur 28 km2 sur la rive occidentale de Botany Bay et était située au sud-ouest de la ville de Sydney.

## Quartiers de la zone d’administration locale
- Arncliffe
- Banksia
- Bardwell Park
- Bardwell Valley
- Bexley
- Bexley North
- Brighton-Le-Sands
- Dolls Point
- Kingsgrove
- Kogarah
- Kyeemagh
- Monterey
- Ramsgate
- Ramsgate Beach
- Rockdale
- Sandringham
- Sans Souci
- Sydney Airport
- Turrella
- Wolli Creek

## Histoire

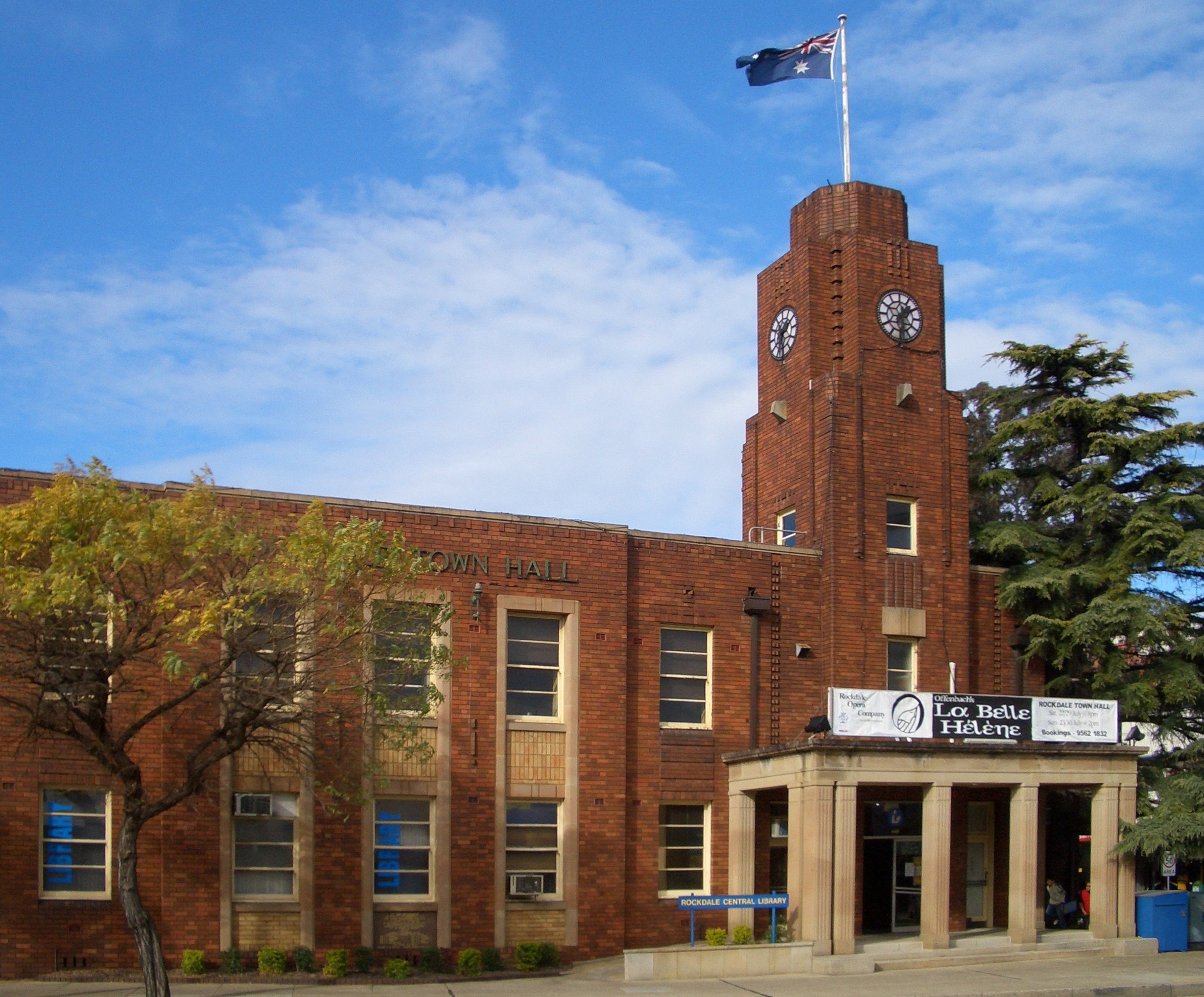
L'hôtel de ville de Rockdale

Le district municipal de West Botany, s'étendant sur 23 km2, est créé le 13 janvier 1871 et comprend deux wards, West Botany et Arncliffe. En 1888, il est rebaptisé district municipal de Rockdale avant de devenir ville de Rockdale en 1995.
Le 12 mai 2016, la ville de Rockdale est fusionnée avec celle voisine de Botany Bay pour former la zone d’administration locale du conseil de Bayside. Cette décision fait l'objet d'un recours du conseil municipal de Botany Bay devant la Cour suprême de Nouvelle-Galles du Sud. Celle-ci confirme la décision gouvernementale et le 9 septembre suivant, la fusion est rendue effective.